# Robert B. Sinclair
Pour les articles homonymes, voir Robert Sinclair et Sinclair.
Robert B. Sinclair, né le 24 mai 1905 à Toledo dans l'Ohio et mort le 4 janvier 1970 à Montecito en Californie, est un réalisateur, metteur en scène et romancier américain. Après avoir débuté comme metteur en scène à Broadway dans les années 1930, il réalise plusieurs comédies et films policiers dans les années 1940 pour Hollywood, embrasse une éphémère carrière d'auteur de romans policiers au début des années 1950 et se tourne vers la télévision ou il réalise des épisodes de séries télévisées de la fin des années 1950 au début des années 1960.

## Biographie
Robert B. Sinclair naît à Toledo dans l'Ohio en 1905. Il suit les cours de l'université de Pennsylvanie et de la Wharton School. Sur les conseils du professeur Arthur Hobson Quinn (es), il se rend à New York pour travailler dans le milieu du théâtre auprès du dramaturge George S. Kaufman. Après une première expérience mitigée, il quitte un temps ce milieu pour devenir journaliste au The Morning Telegraph puis employé au musée de la ville de New York. 
Il revient dans le monde du théâtre en 1930 et obtient son premier crédit comme metteur en scène avec la pièce Once a lifetime joué au Music Box Theatre. Dans les années 1930, il met notamment en scène les pièces Pride and Prejudice au Music Box Theatre en 1935, The Postman Al foring Rings Twice au Lyceum Theatre en 1936 et Babes in Arms au Shubert Theatre en 1937.
Embauché par la Metro-Goldwyn-Mayer, il devient réalisateur pour le cinéma et tourne en 1938 son premier film, le drame noir Woman Against Woman (en) avec Herbert Marshall, Virginia Bruce, Mary Astor, Janet Beecher et Marjorie Rambeau dans les rôles principaux. Il s'essaie ensuite à la comédie romantique avec Coup de théâtre (Dramatic School).
Il poursuit dans ce registre et signe quatre comédies légères entre 1939 et 1941 : Joe and Ethel Turp Call on the President, And One Was Beautiful, The Captain Is a Lady et The Wild Man of Borneo. Au théâtre, il triomphe avec la pièce The Philadelphia Story joué au Shubert Theatre avec la star Katharine Hepburn.
En 1941, il revient au film policier avec La Proie du mort (Rage in heaven) avec Robert Montgomery et Ingrid Bergman dans les rôles principaux. Ce film est tiré du roman éponyme de James Hilton. À la suite du retard pris pendant le tournage il est remplacé par W. S. Van Dyke et terminé par Richard Thorpe. Van Dyke apparaît comme seul réalisateur crédité à la sortie de ce film.
Il réalise ensuite un remake d'une comédie dramatique de 1934, Jours heureux de W. S. Van Dyke, avec le film I'll Wait for You. Il sort ensuite Down in San Diego qui mêle film d'aventures et comédie. En 1942, il réalise le film policier Mr. and Mrs. North, adaptation pour le cinéma des aventures du célèbre couple d'enquêteurs amateurs Mr et Mrs North créé par Richard et Frances Lockridge.  Il s'agit de son dernier travail pour la Metro-Goldwyn-Mayer.
Pendant la Seconde Guerre mondiale, il est capitaine dans l'US Air Force de 1942 à 1945.
En 1948, il tourne Scandale en première page (That Wonderful Urge), remake de L'Amour en première page (Love Is News) de Tay Garnett réalise en 1937.
En 1951, il écrit un premier roman policier, The Eleventh Hour, qui est finaliste du Prix Edgar-Allan-Poe du meilleur premier roman. Il signe en 1954 un second roman, Cherchez l'homme (It Couldn't Be Murder), qui est traduit et publié en France dans la collection policière L'Aventure criminelle. Il met également en scène la pièce Never Say Never au Booth Theatre, son dernier crédit dans ce domaine d'activité. 
Il s'oriente ensuite vers la télévision. Il réalise alors de nombreux épisodes pour des séries télévisées et ce jusqu'au début des années 1960. Il travaille notamment sur les séries Telephone Time (en), 77 Sunset Strip, Bronco (en), Cheyenne, Les Aventuriers du Far West (Death Valley Days), Maverick ou Lawman.
Marié à l'actrice britannique Heather Angel, il meurt en 1970, tué à son domicile par un cambrioleur.

## Filmographie

### Comme réalisateur

#### Au cinéma
- 1938 : Woman Against Woman (en)
- 1938 : Coup de théâtre (Dramatic School)
- 1939 : Joe and Ethel Turp Call on the President
- 1940 : And One Was Beautiful
- 1940 : The Captain Is a Lady
- 1941 : The Wild Man of Borneo
- 1941 : La Proie du mort (Rage in heaven, avec W. S. Van Dyke et Richard Thorpe)
- 1941 : I'll Wait for You
- 1941 : Down in San Diego
- 1942 : Mr. and Mrs. North
- 1947 : J'accuse cette femme (Mr District Attorney)
- 1948 : Scandale en première page (That Wonderful Urge)

#### À la télévision

##### Séries télévisées
- 1949 : Family Theatre, un épisode
- 1957 : Alcoa Theatre, un épisode
- 1957 : Monsieur et Madame détective (The Thin Man), un épisode
- 1957 – 1958 : Telephone Time (en), sept épisodes
- 1958 : Shirley Temple's Storybook, trois épisodes
- 1958 : The Texan, un épisode
- 1957 - 1959 : General Electric Theater, trois épisodes
- 1959 : Laramie, un épisode
- 1959 : Markham, un épisode
- 1959 : Lux Playhouse, un épisode
- 1959 : Johnny Staccato, cinq épisodes
- 1960 : The Detectives, un épisode
- 1960 : M Squad, un épisode
- 1960 : The Alsakan, deux épisodes
- 1960 : Bourbon Street Beat, deux épisodes
- 1960 : Intrigues à Hawaï (Hawaiian Eye), trois épisodes
- 1960 : The Roaring 20's, un épisode
- 1960 : 77 Sunset Strip, trois épisodes
- 1960 : Bronco (en), un épisode
- 1960 : Cheyenne
- 1960 - 1961 : Les Aventuriers du Far West (Death Valley Days), deux épisodes
- 1961 : Michael Shayne, deux épisodes
- 1961 : Surfside 6, un épisode
- 1961 : Maverick, un épisode
- 1961 : The Case of the Dangerous Robin, un épisode
- 1961 : Lawman, quinze épisodes

##### Téléfilm
- 1959 : The Alphabet Conspirancy

### Comme metteur en scène

#### Au théâtre
- 1930 : Once a lifetime de Moss Hart et George S. Kaufman
- 1933 : For Services Rendered de William Somerset Maugham
- 1933 : Peace on earth de George Sklar et Albert Maltz
- 1934 : Dodsworth de Sidney Howard d'après Sinclair Lewis
- 1935 : A Journey by Night d'Arthur Goodrich, d'après Leo Perutz
- 1935 : Pride and Prejudice d'après Jane Austen
- 1936 : St Helena de Robert Cedric Sherriff
- 1936 : The Woman de Clare Boothe Luce
- 1936 : The Postman Al foring Rings Twice d'après James M. Cain
- 1937 : Babes in Arms de Richard Rodgers et Lorenz Hart
- 1938 : Save me the Waltz de Katharine Dayton
- 1939 : The Philadelphia Story de Philip Barry
- 1942 : Whitout Love
- 1949 : My name is Aguillon
- 1951 : Never Say Never

### Romans policiers
- The Eleventh Hour (1951)
- It Couldn't Be Murder (1954) Publié en français sous le titre Cherchez l'homme, Paris, Fayard, L'Aventure criminelle no 190, 1965

## Source
- (en) John Howard Reid, Mystery, Suspense, Film Noir and Detective Movies on DVD: A Guide to the Best in Cinema Thrills, Lulu.com, 2009, 627 p., p. 141.